# Lekkoatletyka na Letnich Igrzyskach Olimpijskich 1976 – bieg na 800 m kobiet
Bieg na 800 metrów kobiet podczas XXI Letnich Igrzysk Olimpijskich w Montrealu rozegrano 23 (eliminacje), 23 (półfinały) i 26 lipca 1976 (finał) na Stadionie Olimpijskim w Montrealu. Zwyciężczynią została reprezentantka Związku Radzieckiego Tatjana Kazankina, która na tych samych igrzyskach zwyciężyła również w biegu na 1500 metrów. Kazankina ustanowiła w finale ustanowiła rekord świata rezultatem 1:54,9 s.

## Rekordy

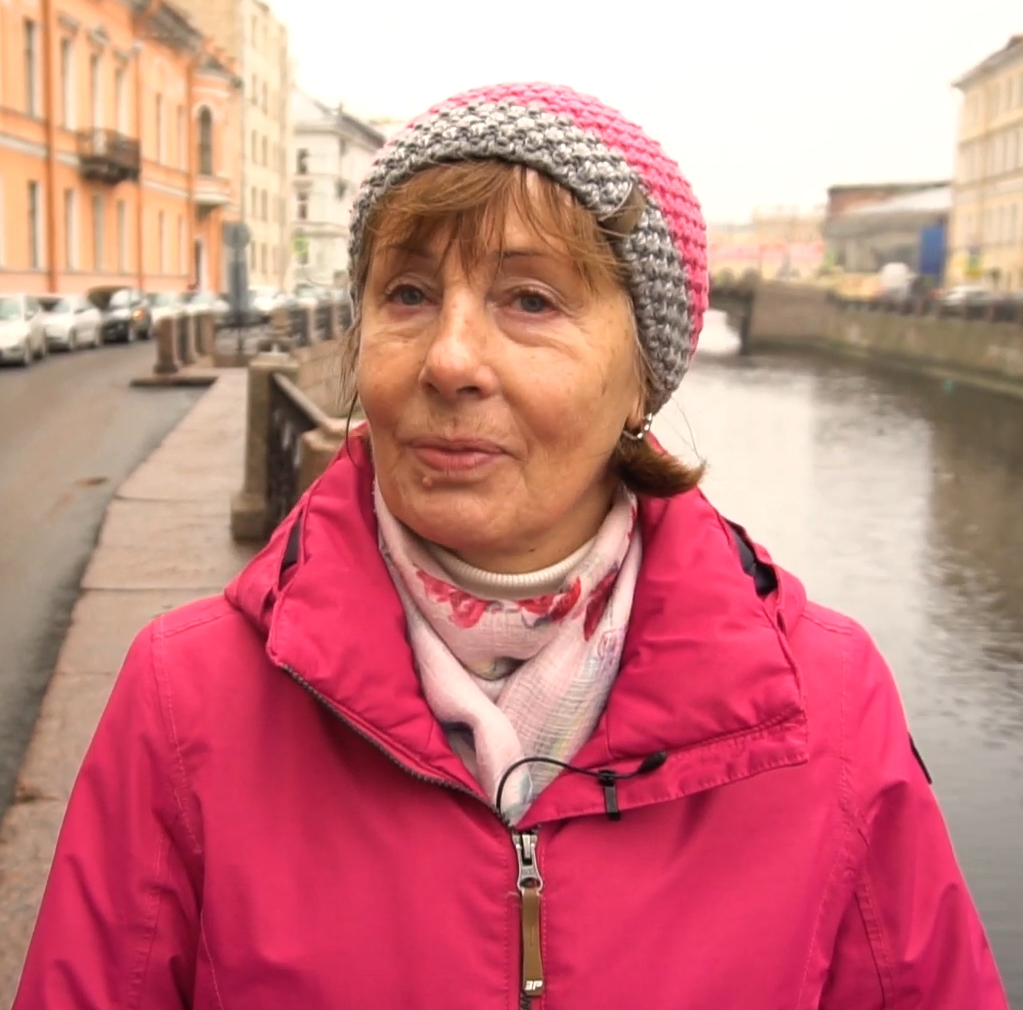
Tatjana Kazankina

|                   | zawodniczka           | narodowość | czas    | data                 | miejsce   |
| ----------------- | --------------------- | ---------- | ------- | -------------------- | --------- |
| Rekord świata     | Walentina Gierasimowa | ZSRR       | 1:56,0  | 12 czerwca 1976(dts) | Kijów     |
| Rekord olimpijski | Hildegard Falck       | RFN        | 1:58,55 | 3 września 1972(dts) | Monachium |

## Wyniki
| Poz. - pozycja |
| – rekord świata \| – rekord krajowy \| – rekord życiowy \| = – wyrównany rekord życiowy \| · – najlepszy wynik w sezonie \| = – wyrównany najlepszy wynik w sezonie \| – rekord olimpijski |
| Fn – falstart \| DNF – nie ukończył \| DNS – nie wystartował \| DSQ – zdyskwalifikowany |

### Eliminacje
Rozegrano pięć biegów eliminacyjnych. Do półfinałów awansowały po trzy najlepsze zawodniczki z każdego biegu oraz jedna z najlepszym czasem spośród pozostałych.

#### Bieg 1
| Poz. | Zawodniczka          | Narodowość | Rezultat | Uwagi |
| ---- | -------------------- | ---------- | -------- | ----- |
| 1    | Swietłana Styrkina   | ZSRR       | 2:00,12  | Q     |
| 2    | Judy Pollock         | Australia  | 2:00,66  | Q     |
| 3    | Doris Gluth          | NRD        | 2:00,70  | Q     |
| 4    | Rita Thijs           | Belgia     | 2:04,39  |       |
| 5    | Abby Hoffman         | Kanada     | 2:05,32  |       |
| 6    | Carmen Valero        | Hiszpania  | 2:06,14  |       |
| 7    | Lilja Guðmundsdóttir | Islandia   | 2:07,26  |       |

#### Bieg 2
| Poz. | Zawodniczka          | Narodowość        | Rezultat | Uwagi |
| ---- | -------------------- | ----------------- | -------- | ----- |
| 1    | Anita Weiß           | NRD               | 2:00,48  | Q     |
| 2    | Nikolina Szterewa    | Bułgaria          | 2:01,02  | Q     |
| 3    | Gabriella Dorio      | Włochy            | 2:01,63  | Q,    |
| 4    | Jozefína Čerchlanová | Czechosłowacja    | 2:02,36  |       |
| 5    | Kathy Weston         | Stany Zjednoczone | 2:03,31  |       |
| 6    | Joan Wenzel          | Kanada            | 2:03,62  |       |
| –    | Chee Swee Lee        | Singapur          | DNF      |       |

#### Bieg 3
| Poz. | Zawodniczka           | Narodowość               | Rezultat | Uwagi |
| ---- | --------------------- | ------------------------ | -------- | ----- |
| 1    | Swetła Złatewa        | Bułgaria                 | 1:59,24  | Q     |
| 2    | Walentina Gierasimowa | ZSRR                     | 1:59,68  | Q     |
| 3    | Wendy Koenig          | Stany Zjednoczone        | 1:59,91  | Q     |
| 4    | Mariana Suman         | Rumunia                  | 2:00,00  | q     |
| 5    | Liz Barnes            | Wielka Brytania          | 2:01,70  |       |
| 6    | Céléstine N’Drin      | Wybrzeże Kości Słoniowej | 2:04,54  |       |
| 7    | Maria Ritter          | Liechtenstein            | 2:14,39  |       |

#### Bieg 4
| Poz. | Zawodniczka      | Narodowość      | Rezultat | Uwagi |
| ---- | ---------------- | --------------- | -------- | ----- |
| 1    | Elfi Zinn        | NRD             | 2:01,54  | Q     |
| 2    | Charlene Rendina | Australia       | 2:01,76  | Q     |
| 3    | Ileana Silai     | Rumunia         | 2:02,82  | Q     |
| 4    | Angela Creamer   | Wielka Brytania | 2:03,48  |       |
| 5    | Magdolna Lázár   | Węgry           | 2:04,05  |       |
| 6    | Ileana Hocking   | Portoryko       | 2:08,06  |       |
| 7    | Ndew Niang       | Senegal         | 2:09,32  |       |
| –    | Nina Holmén      | Finlandia       | DNS      |       |

#### Bieg 5
| Poz. | Zawodniczka           | Narodowość        | Rezultat | Uwagi |
| ---- | --------------------- | ----------------- | -------- | ----- |
| 1    | Tatjana Kazankina     | ZSRR              | 2:00,15  | Q     |
| 2    | Lilana Tomowa         | Bułgaria          | 2:00,54  | Q     |
| 3    | Madeline Jackson      | Stany Zjednoczone | 2:00,62  | Q     |
| 4    | Yvonne Saunders       | Kanada            | 2:03,54  |       |
| 5    | Anne-Marie Van Nuffel | Belgia            | 2:04,09  |       |
| 6    | Chris McMeekin        | Wielka Brytania   | 2:04,54  |       |
| 7    | Anne Garrett          | Nowa Zelandia     | 2:05,78  |       |

### Półfinały
Rozegrano dwa biegi półfinałowe. Do finału awansowały po cztery najlepsze zawodniczki z każdego biegu.

#### Bieg 1
| Poz. | Zawodniczka       | Narodowość        | Rezultat | Uwagi |
| ---- | ----------------- | ----------------- | -------- | ----- |
| 1    | Anita Weiß        | NRD               | 1:56,53  | Q,    |
| 2    | Tatjana Kazankina | ZSRR              | 1:57,49  | Q     |
| 3    | Swetła Złatewa    | Bułgaria          | 1:57,93  | Q     |
| 4    | Doris Gluth       | NRD               | 1:59,32  | Q     |
| 5    | Judy Pollock      | Australia         | 1:59,93  |       |
| 6    | Ileana Silai      | Rumunia           | 2:02,22  |       |
| 7    | Wendy Koenig      | Stany Zjednoczone | 2:02,31  |       |
| 8    | Gabriella Dorio   | Włochy            | 2:02,46  |       |

#### Bieg 2
| Poz. | Zawodniczka           | Narodowość        | Rezultat | Uwagi |
| ---- | --------------------- | ----------------- | -------- | ----- |
| 1    | Swietłana Styrkina    | ZSRR              | 1:57,28  | Q     |
| 2    | Nikolina Szterewa     | Bułgaria          | 1:57,35  | Q,    |
| 3    | Elfi Zinn             | NRD               | 1:57,56  | Q     |
| 4    | Mariana Suman         | Rumunia           | 2:00,01  | Q     |
| 5    | Charlene Rendina      | Australia         | 2:00,29  |       |
| 6    | Walentina Gierasimowa | ZSRR              | 2:01,00  |       |
| 7    | Lilana Tomowa         | Bułgaria          | 2:01,97  |       |
| 8    | Madeline Jackson      | Stany Zjednoczone | 2:07,25  |       |

### Finał
| Poz. | Zawodniczka        | Narodowość | Rezultat | Uwagi |
| ---- | ------------------ | ---------- | -------- | ----- |
| 1    | Tatjana Kazankina  | ZSRR       | 1:54,94  | [ 1 ] |
| 2    | Nikolina Szterewa  | Bułgaria   | 1:55,42  | [ 5 ] |
| 3    | Elfi Zinn          | NRD        | 1:55,60  | [ 4 ] |
| 4    | Anita Weiß         | NRD        | 1:55,74  |       |
| 5    | Swietłana Styrkina | ZSRR       | 1:56,44  |       |
| 6    | Swetła Złatewa     | Bułgaria   | 1:57,21  |       |
| 7    | Doris Gluth        | NRD        | 1:58,99  |       |
| 8    | Mariana Suman      | Rumunia    | 2:02,21  |       |